# Gasolinera de la avenida de Aragón
La gasolinera de la avenida de Aragón es una estación de servicio de la ciudad española de Madrid. Está situada en el número 388 de la avenida de Aragón, y su diseño corresponde a Casto Fernández Shaw. El proyecto data de 1928 pero no se le daría vida hasta tres décadas más tarde.

## Historia del proyecto
El diseño de la gasolinera corresponde a un proyecto de Casto Fernández-Shaw, autor de tres proyectos de estaciones de servicio, uno de ellos para un entorno urbano y otros dos para carretera, entre los que destaca la gasolinera de la calle de Alberto Aguilera 18 para la empresa Petróleos Porto Pí, que data de 1927 y que está considerado como una de las obras maestras del racionalismo español.
El proyecto para una estación de gasolina de carretera realizado en 1928 (el erigido finalmente en la avenida de Aragón) no se construyó en ese momento por razones que, aunque no han sido aclaradas, probablemente relacionadas con la promulgación del Real Decreto-Ley de 28 de junio de 1927, estableciendo el Monopolio de Petróleos y el Real Decreto de 17 de octubre de 1927, por el que se otorgaba el monopolio a la Compañía Arrendataria del Monopolio de Petróleos, Sociedad Anónima (CAMPSA), lo que supuso la desaparición de las pequeñas petroleras privadas. Hay que suponer, por tanto, que el proyecto quedó sin promotor.

### Proyecto original (1928)
Si en la gasolinera de Porto Pi de 1927 ya habían establecido los tres elementos esenciales que iban a definir la tipología, que son, la marquesina, la caseta de oficinas y el tótem publicitario, en este segundo proyecto Fernández Shaw exploró las consecuencias de un cambio de escala para atender un mayor volumen de vehículos, ampliando el programa funcional. La caseta se convirtió en un auténtico edificio con tienda, oficinas y almacenes desarrollado en altura. El arquitecto organizó el conjunto bajo la más estricta simetría, con los distintos elementos maclados entre sí. El cuerpo principal, de planta semicircular escalonado en dos alturas, se prolongaba en una torre prismática de cinco plantas con trasera semicilíndrica para alojar la escalera. Una afilada proa remataba en frente de la torre, incorporando una escultura a modo de cañón o proyectil. El proyecto jugaba con el contraste entre las líneas horizontales de las marquesinas y los huecos de ventanas de las plantas inferiores y la fuerte verticalidad de los huecos de iluminación y la decoración de la torre. El lenguaje era claramente expresionista, propio del momento, pero difícilmente trasladable a otra época o situación.

### Proyecto final (1958)

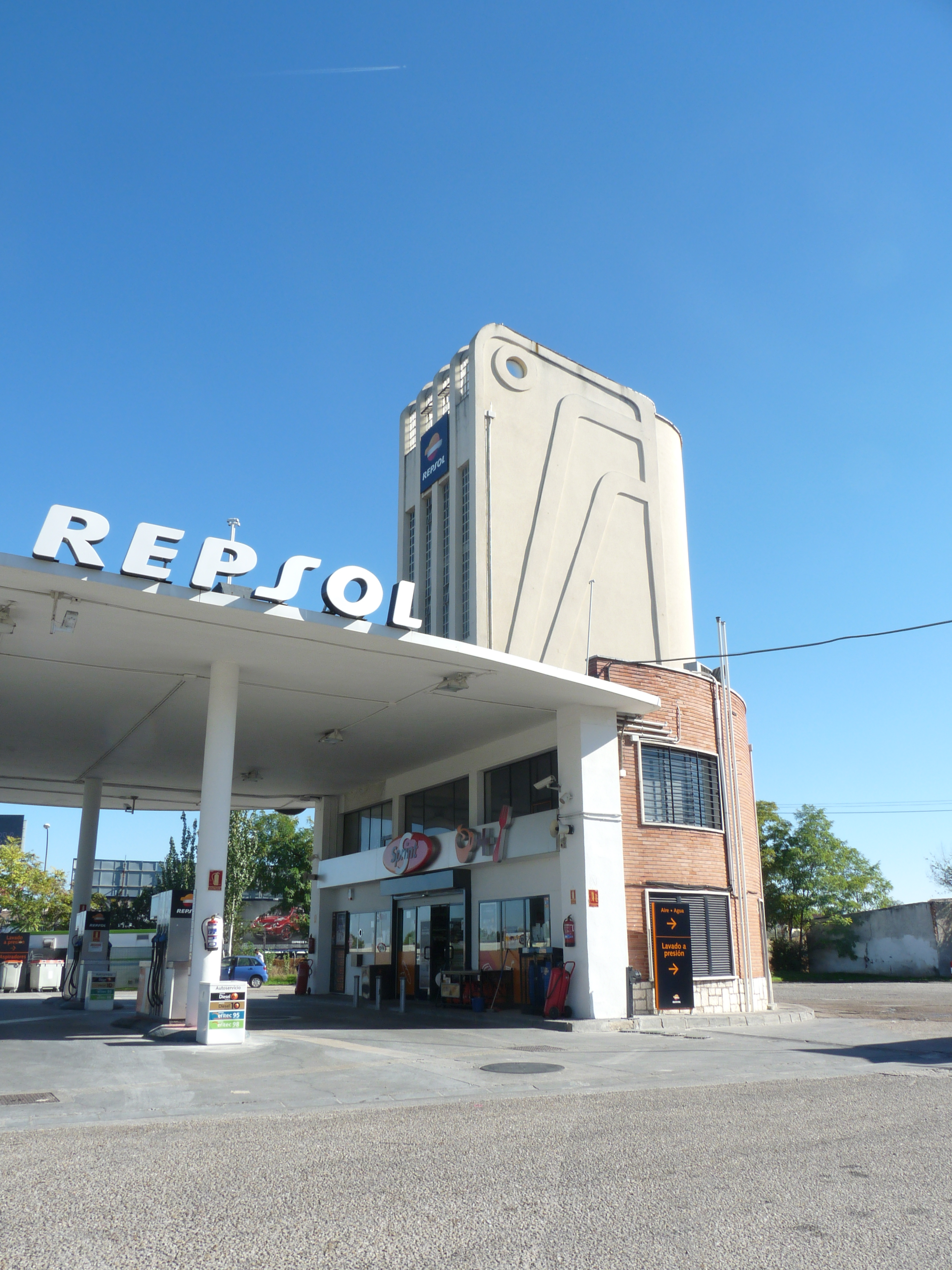
Gasolinera.

Tres décadas más tarde, la empresa Estación de Servicio Barajas, Sociedad Anónima, encargó a Casto Fernández-Shaw un proyecto de gasolinera para ser construido en el kilómetro 12,600 de la carretera de Aragón, actual vía de servicio de la autovía A-2, en dirección salida. Por la rotulación y grafismo de los planos de proyecto, se aprecia que el proyecto de 1928 fue utilizado literalmente en la tramitación administrativa, aunque durante la ejecución de la obra se introdujeron cambios notables en el mismo. En líneas generales se produjo una simplificación de lenguaje y supresión de ciertos elementos retóricos o redundantes. Las marquesinas secundarias que rodeaban el cuerpo de edificación desaparecieron, así como la proa y la escultura simbólica de la torre. Aumentó el tamaño de la marquesina principal, añadiendo una nueva línea de carga de apoyos, lo que permitió duplicar la capacidad de servicio. Las columnas se redujeron de tres a dos en cada línea de carga, creando vigas de canto sobre la marquesina. En cuanto a los materiales de acabado, se adaptó la estética general del proyecto a la moda del momento, utilizando ladrillo visto en lugar de revoco en algunos paramentos y creando un zócalo de piedra caliza de aparejo concertado. Los huecos verticales de iluminación se realizaron con pavés.
Tras los cambios descritos, el edificio resultó más robusto, sencillo y funcional, adaptado a la estética y necesidades del momento. La misma empresa encargó al arquitecto una segunda versión simplificada de este proyecto, sin torre y con caseta central de una sola planta, para ser construida frente a la primera en el sentido de entrada de la misma carretera de Aragón a Madrid. Esta nueva estación de gasolina, cuyo proyecto está fechado en julio de 1958, se construyó y se mantuvo en servicio sin alteraciones hasta el desdoblamiento de la carretera N-II, momento en el cual hubo que demoler la marquesina, que hubiera invadido la calzada. Todavía se conserva la caseta semicircular de oficinas, tienda y aseos provista de una marquesina moderna en su cara norte.

## Descripción de la gasolinera

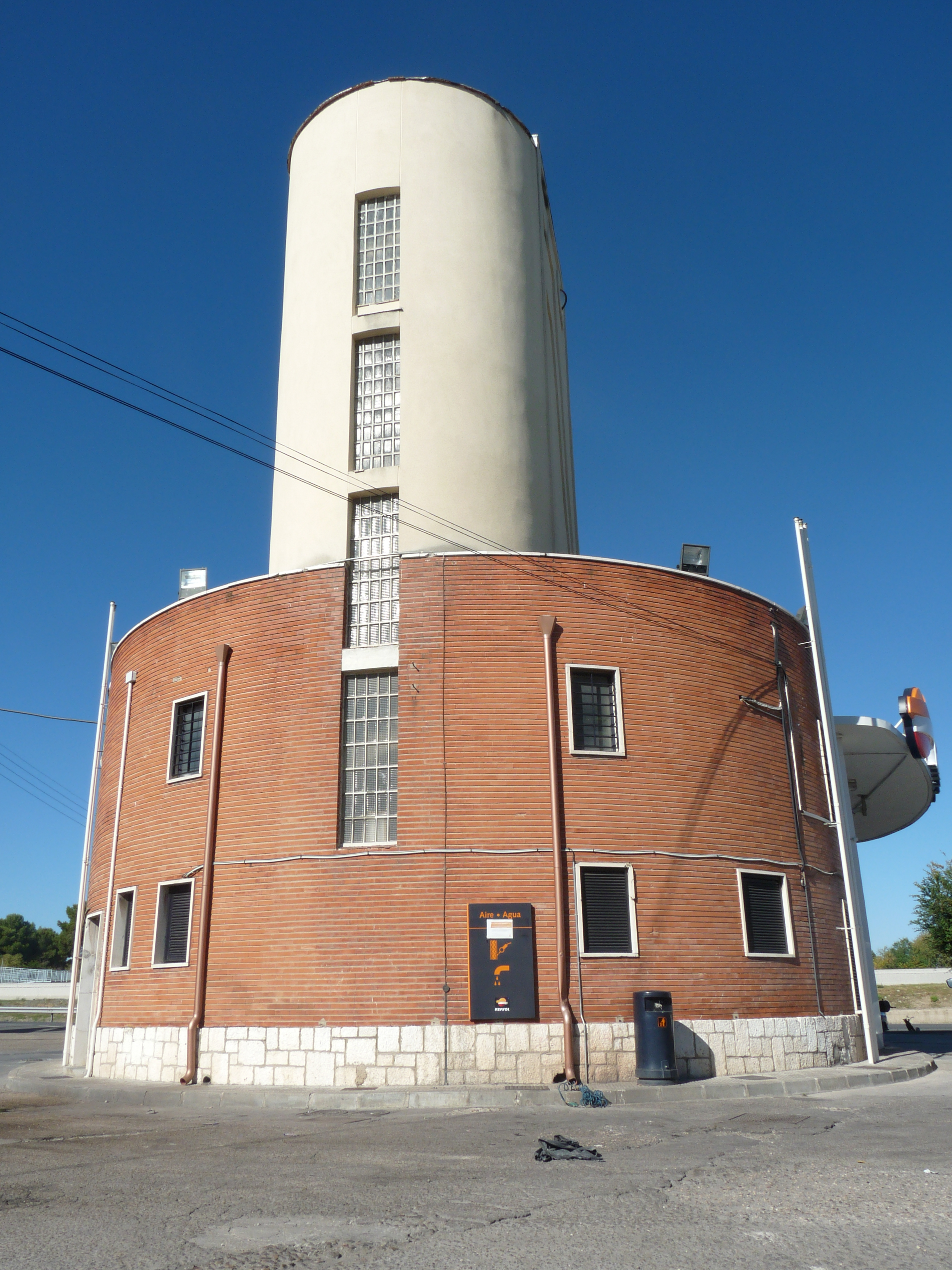
Parte trasera del inmueble.

Su denominación comercial corresponde a «Estación de Servicio Barajas II» y es propiedad  de la empresa Repsol Comercial de Productos Petrolíferos, Sociedad Anónima. Se encuentra en el número 388 de la avenida de Aragón, en Madrid, a la altura del punto kilométrico 12,600 de la carretera N-II, de la que hace funciones de vía de servicio.
El inmueble objeto de protección tiene una superficie construida total aproximada de 600 metros cuadrados y una ocupación en planta de 420 metros cuadrados. Está ubicado en un solar de esquina en el que existen además otras dos construcciones secundarias y diversas instalaciones auxiliares vinculadas con la actividad. El entorno, muy degradado, está constituido por talleres, almacenes e industrias.
El edificio de la estación de gasolina de la avenida de Aragón, número 388, tiene dos partes claramente diferenciadas: por un lado, una gran marquesina de hormigón armado de planta trapecial con lados y esquinas curvos, de 340 metros cuadrados de superficie y una altura aproximada de 6,50 metros. La losa de hormigón es plana en su cara inferior y provista de vigas de canto en su cara superior. Está sustentada en tres líneas de carga, dos de ellas constituidas por una pareja de columnas cilíndricas de hormigón y la tercera por un pórtico de hormigón integrado a su vez en el resto del edificio. Por otro lado, el cuerpo cerrado de edificación destinado a tienda, oficinas, aseos y almacenes, que a su vez es una macla de dos volúmenes: un semicilindro de dos plantas de altura con un vacío interior semicircular que permite la conexión visual y vigilancia de la parte de acceso público y una torre prismática de cinco plantas y un ático descubierto, con una caja de escaleras semicilíndrica que la recorre en la zona posterior, sin uso claramente definido y que en la actualidad se destina a almacenes. Hay que destacar dentro de ese cuerpo cerrado de edificación, como elemento singular, la citada caja de escaleras semicilíndrica, con barandillas de barrotes de hierro combinadas con líneas verticales continuas de protección a modo de telar. El solado de las escaleras se realiza con mármol negro Marquina en los dos pisos inferiores y piedra caliza en los superiores, diferenciando la zona noble y las plantas de servicio. En la planta primera, como fondo de perspectiva del espacio en doble altura se sitúa una pintura mural firmada por “Barranco” que representa, por oposición de dos parejas vestidas de forma diferente, el contraste entre lo antiguo y lo moderno.
El frente de la torre está recorrido por cuatro calles verticales acristaladas con pavés, mientras que los dos laterales están cruzados por bandas resaltadas y rematados por óculos en su extremo superior, creando sensación de dinamismo. La torre se constituye así en un auténtico hito en el paisaje, como aviso o llamada de atención de los automovilistas. Sus valores arquitectónicos propios y el hecho de constituir un valioso testimonio en el desarrollo de una tipología arquitectónica propia para este tipo de edificaciones, en un momento tan temprano como es el año 1928, aunque haya sido construida tres décadas más tarde, habrían sido las razones para solicitar su declaración como Bien de Interés Patrimonial.
El inmueble está protegido en el Plan General de Ordenación Urbana de Madrid vigente con el número de catálogo 29.753 y Nivel 1 “Integral”. Se encuentra en estado de conservación correcto, si bien algo irregular. Las ventanas y bandas acristaladas de la torre, realizadas con pavés, presentan oxidación y múltiples fracturas en el vidrio, sobre todo en la zona superior. Aunque se reconoce la necesidad de incorporar elementos identificativos de la marca comercial y la actividad a un inmueble de esta naturaleza, hay en la actualidad un exceso de elementos publicitarios que impiden una correcta contemplación del edificio.
La torre presenta actualmente un acabado monocromo de color beige que no es adecuado para resaltar sus características formales. Se establece como objetivo para futuras intervenciones la recuperación de la policromía original de los recercados y bandas resaltadas. Se establece igualmente como objetivo la mejora estética del sistema de luminarias de la cara inferior de la marquesina y la ordenación de elementos extraños o publicitarios situados bajo la marquesina o en la envolvente del edificio.
Por el contrario, se considera adecuado el tratamiento en color gris oscuro de las vigas de refuerzo superior de la marquesina, en lugar del color blanco inicial, pues actúa como fondo neutro para los rótulos identificativos de la actividad y resalta la geometría de la losa de hormigón armado.

## Protección patrimonial
En febrero de 2016 quedó incoada su declaración como Bien de Interés Patrimonial (BIP) de la Comunidad de Madrid, que sería aprobada en agosto de ese mismo año, otorgándosele preventivamente el código RBIP-2016-000004.